# Eric Dunning
Pour les articles homonymes, voir Dunning.
Eric Dunning, né le 27 décembre 1936 et mort le 10 février 2019, est un sociologue britannique.
Disciple de Norbert Elias, il a fait la majeure partie de sa carrière à l'Université de Leicester où il participe à fonder l'« école de Leicester » en se spécialisant dans la sociologie du sport et la sociologie du hooliganisme en particulier.

## Biographie
Eric Dunning naît à Hayes dans le Middlesex. Il est le deuxième fils de Sydney Dunning, conducteur de bus londonien, et Florence Daisy, cantinière dans une école. After Il entre en 1956 à l'University College Leicester pour suivre un cursus d'économie. Il suit les cours de Norbert Elias qui lui font changer de branche et se rediriger vers la sociologie. En 1959, il obtient un bachelor externe de l'Université de Londres en d'économie.
Son mémoire de master (MA thesis) est consacré au développement du football. Ses travaux sont considérés comme les premiers travaux britanniques consacrés au sport avec un point de vue sociologie affirmé. Dès 1966, il co-écrit ses premiers travaux avec Norbert Elias, collaboration fructueuse qui mènera à la publication de The Quest for Excitement: Sport and Leisure in the Civilizing Process en 1986 qui contient plusieurs textes de Dunning et la traduction de Über den Prozess der Zivilisation (à propos du processus de civilisation) d'Elias.
Dans les années 1980 et 1990, il se consacre au hooliganisme en créant autour de lui un groupe de chercheurs rassemblés dans l'« école de Leicester,», c'est-à-dire faisant vivre l'héritage intellectuel de Norbert Elias et Ilya Neustadt,.
La contribution de Dunning Eric au champ sociologique du sport est considérée comme très importante académiquement. Il a écrit, co-écrit, dirigé ou co-dirigé 14 livres et 80 articles ou chapitres sur le sujet.